# Стежару (Кранђени)
Стежару (рум. Stejaru) насеље је у Румунији у округу Телеорман у општини Кранђени. Oпштина се налази на надморској висини од 98 m.

## Становништво
Према подацима из 2011. године у насељу је живело 222 становника.